# Regió de Pemba del Nord
Pemba North és una de les trenta regions administratives en les quals està dividida la República Unida de Tanzània. Es troba dins de l'illa de Pemba. La seva principal població és la ciutat de Wete.

## Districtes
Aquesta regió es troba subdividida internament en dos districtes:
- Micheweni
- Districte de Wete

## Territori i població
La regió de Pemba North té una extensió de territori que abasta una superfície de 574 quilòmetres quadrats. A més aquesta regió administrativa té una població de 186.013 persones. La densitat poblacional és de 324 habitants per cada quilòmetre quadrat de la regió.